# Гаракёллу
Гаракёллу или Каракёллу (азерб. Qarakollu) — село в одноимённой административно-территориальной единице Физулинского района Азербайджана.

## География
Село Гаракёллу расположено на левом берегу реки Гозлучай (левый приток Аракса), на южных склонах Карабахского хребта, в 15 км к югу от города Физули, близ дороги Физули—Гадрут.

## Топонимика
Исследователи отмечают, что название села происходит от азербайджанских слов «гара» (здесь — обильно) и «кёл» (куст), означая «село, основанное там, где много кустов».

## История
В годы Российской империи село Каракеллу входило в состав Джебраильского уезда Елизаветпольской губернии. По данным «Свода статистических данных о населении Закавказского края, извлеченных из посемейных списков 1886 года» в селе Каракеллу Каракеллинского сельского округа Джебраильского уезда Елизаветпольской губернии был 101 дым и проживало 529 азербайджанцев (указаны как «татары»), которые были суннитами по вероисповеданию, из них 8 человек были представителями духовенства, остальные — крестьянами.
В советские годы село было центром Каракёллунского сельсовета Физулинского района Азербайджанской ССР. В результате Первой карабахской войны в августе 1993 года перешло под контроль непризнанной Нагорно-Карабахской Республики.
15 октября президент Азербайджана Ильхам Алиев заявил об освобождении войсками Азербайджана сёл Гарадаглы, Хатынбулак, Гаракёллу Физулинского района и сёл Булутан, Меликджанлы, Камартук, Тякя, Тагасер Ходжавендского района (в годы Азербайджанской ССР — Гадрутского района НКАО).

## Население
В 1978 году в селе проживало 1334 человека.

## Экономика
Население села занималось животноводством, возделыванием пшеницы и шелководством.

## Культура
В селе были расположены восьмиклассная школа, дом культуры, библиотека, больница, отдел связи, телефонный автомат и др.